# Ayla Gottschlich
Ayla Gottschlich (* 29. Juni 1982 in Berlin) ist eine deutsche Filmregisseurin und Drehbuchautorin.

## Leben und Karriere
Gottschlich, Tochter einer Deutschtürkin und eines Deutschen, wuchs in Berlin auf. 2004 debütierte sie mit dem Videodokumentarfilm Ein Kuckuck nimmt auch keine Dohle als Mann. Darin arbeitet sie in Gesprächen mit ihren deutschen Großeltern „in paradigmatischer Weise das problematische Verhältnis zwischen zugewanderten und alteingesessenen Menschen“ heraus.
Während ihrer Studienzeit an der Filmakademie Baden-Württemberg entstanden weitere Dokumentarfilme, die auf Festivals gezeigt wurden: Pizza Punjabi (2006) und Bana Bak – Schau mich an (2007). Letzterer beschreibt das Leben lesbischer Frauen in der Türkei. Der Film bekam das Prädikat Besonders wertvoll und wurde von der Filmbewertungsstelle Wiesbaden im Juli 2008 als „Dokumentarfilm des Monats“ ausgezeichnet. Gottschlich war für den Film auch beim 45. Antalya Golden Orange Filmfestival im Bereich Dokumentation nominiert.
Als eine der Aufnahmeleiterinnen war Gottschlich zudem beteiligt an dem Arte/RBB-Experiment 24h Berlin – Ein Tag im Leben (2008). Im Ballhaus Naunynstraße macht sie auch Theaterarbeit.
Gottschlich ist Regisseurin der Dokumentation Chronik einer Revolte – ein Jahr Istanbul über die Proteste auf dem Istanbuler Taksim-Platz im Frühsommer 2013.